# 恩斯特·林德

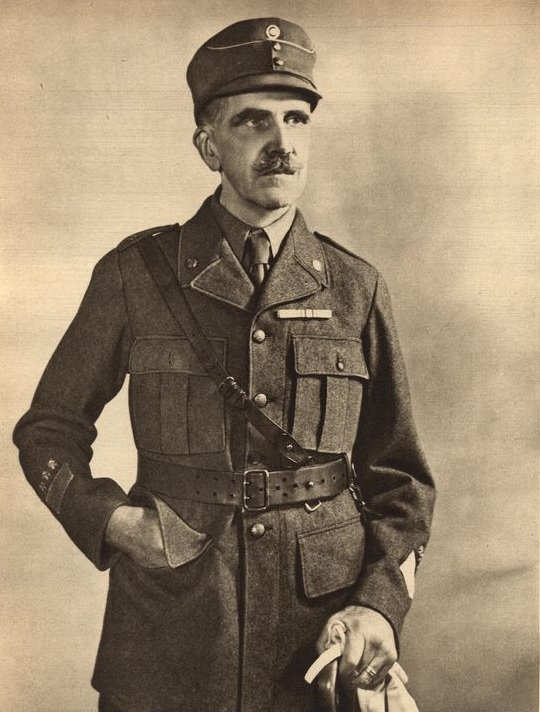
林德

恩斯特·林德（瑞典語：Ernst Linder，1868年4月25日—1943年9月14日），芬蘭裔瑞典將軍，1887年至1918年在瑞典軍隊服役，之後他作為薩塔昆塔和薩沃集團軍的指揮官參加了芬蘭內戰，並與白軍司令古斯塔夫·曼納海姆成為朋友。戰爭結束後，他擔任騎兵督察直到1920年退休。
林德於1918年4月13日晉升為少將，1938年晉升為中將，1940年晉升為騎兵上將。
在冬季戰爭中，71歲的林德於1940年1月6日至2月27日期間領導瑞典志願軍，此後他擔任薩拉地區的指揮官。
除了軍事經驗以外，林德還是一名出色的馬術運動員。他曾代表瑞典參加1924年夏季奧林匹克運動會馬術比賽，並與他的愛馬Piccolomino贏得了個人盛裝舞步的金牌。
林德去世後被安葬在斯德哥爾摩北墓園。